# Убийство в Катамаунте
«Убийство в Катамаунте» другое название Зарплата для Питтсвилла (пол. Zabójstwo w Catamount, англ. Catamount Killing , нем. Lohngelder für Pittsville) — совместный польско-американско-немецкий художественный фильм 1975 года кинорежиссёра К. Занусси.
Экранизация романа Джеймса Хедли Чейза «Лучше бы я остался бедным» ( «I’d Rather Stay Poor»).
Слоган — Оставьте детей дома, а если вы брезгливы, оставайтесь дома сами.

## Сюжет
Банкира, которого беспокоят как деловые, так и личные проблемы, переводят в маленький городок. Там он становится директором банка и планирует ограбить его. Встречает невротичную и скучающую женщину Кэйт и влюбляется в неё. Пара совершает ряд грабежей и преступлений. Любовь, которая их объединяет, не становится препятствием для преступных действий. Слишком поздно остановиться. Пустота и отсутствие нравственных ценностей сделали их виновниками зла.

## В ролях
- Хорст Бухгольц — Марк Кальвин
- Энн Уэджуорт — Кэйт Лоринг
- Чип Тейлор — Кэн Треверс
- Луиз Каире Кларк —  Айрис Лоринг
- Патриция Джойс — Алиса
- Полли Холлидэй — мисс Пирсон
- Стюарт Джермейн — Харди
- Род Браунинг
- Питер Брэндон — Мэрфи
- Александер Бардини — хозяин бензоколонки
- Лотти Крекель — Хельга